# Sei problemi per don Isidro Parodi
Sei problemi per don Isidro Parodi è una raccolta di racconti gialli scritta da Jorge Luis Borges e Adolfo Bioy Casares e pubblicata nel 1942 dalle edizioni Sur di Buenos Aires.

## Trama
Si tratta di racconti basati sul personaggio di Isidro Parodi (Isidoro è anche uno dei nomi personali di Borges) il detective che è in carcere, nella cella 273 del Penitenziario Nazionale. Infatti Isidro Parodi è un barbiere di Buenos Aires condannato ingiustamente per l'omicidio di un macellaio ad oltre 20 anni di reclusione.
Obeso, la testa rasata e gli occhi saggi, don Isidro Parodi prepara, lento ed efficiente, il mate (una tisana argentina) e intanto invita la pittoresca schiera dei suoi clienti ad esporgli con chiarezza i misteri che li affliggono e che lui invariabilmente risolve lasciandoli di stucco. Enigmi labirintici e inestricabili, di fronte ai quali qualsiasi altro investigatore avrebbe l'accortezza di battere in ritirata. Come se non bastasse, a raccontarci le sue fantasmagoriche e sedentarie avventure è il dottor Honorio Bustos Domecq, torrenziale poligrafo clamorosamente inesistente.

## I racconti
I sei racconti sono: I dodici segni dello zodiaco (Las doce figuras del mundo), Le notti di Goliadkin (Las noches de Goliadkin), Il dio dei tori (El dios de los toros), Le macchinazioni di Sangiacomo (Las previsiones de Sangiácomo), La vittima di Tadeo Limardo (La víctima de Tadeo Limardo), La lunga ricerca di Tai An (La prolongada busca de Tai An). 
Queste sei storie non assomigliano alla struttura che Borges spesso impiega nelle opere di cui è il solo autore. C'è, per esempio, molto dialogo, più di quanto ci si possa aspettare di trovare. Ciò è probabilmente dovuto all'influenza di Bioy Casares sulle storie, ma è dovuto anche alla struttura della storia, che vede il detective impossibilitato a muoversi.

## Edizioni italiane
- trad. Vanna Brocca, Milano: Palazzi, 1971; Roma: Editori riuniti, 1978; Pordenone: Studio Tesi, 1990
- trad. Lucia Lorenzini, Milano: Adelphi, 2012